# Àcid cròmic

Fórmules estructurals de l'àcid dicròmic (esquerra) i l'àcid cròmic (dreta)

El terme àcid cròmic normalment es fa servir per a una mescla feta afegint àcid sulfúric concentrat a un dicromat, el qual pot contenir una varietat de compostos, incloent el triòxid de crom sòlid. Aquest tipus d'àcid cròmic es pot usar com una mescla netejadora pels vidres. Àcid cròmic també es pot referir a l'espècie química molecular, H₂CrO₄ de la qual el triòxid és l'anhídrid. L'àcid cròmic presenta el crom en un estat d'oxidació de +6 (o VI). És un agent oxidant fort i corrosiu.

## Àcid cròmic molecular

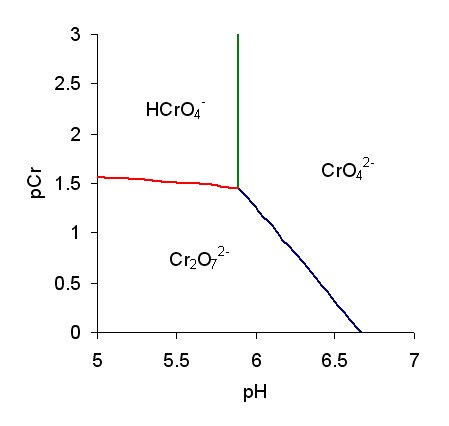
Diagrama de predominància parcial per al cromat

L'àcid cròmic molecular, H₂CrO₄, té molt en comú amb l'àcid sulfúric, H₂SO₄. Els dos estan classificats com àcids forts, ja que només el primer protó es perd fàcilment.
H₂CrO₄  [HCrO₄]− + H+

## Àcid dicròmic
L'àcid dicròmic, H₂Cr₂O₇, és la forma completament protonada d'un ió dicromat i també es pot veure com el producte d'afegir triòxid de crom a àcid cròmic molecular.
[Cr₂O₇]2− + 2H+  H₂Cr₂O₇  H₂CrO₄ + CrO₃

## Seguretat
Els compostos de crom hexavalent són tòxics i carcinògens. Per aquesta raó a escala industrial no es fa servir l'oxidació de l'àcid cròmic.